# Mortes em julho de 2015
Mortes em 2015: ← Janeiro – Fevereiro – Março – Abril – Maio – Junho – Julho – Agosto – Setembro – Outubro – Novembro – Dezembro →
Esta é uma relação de pessoas notáveis que morreram durante o mês de julho de 2015, listando nome, nacionalidade, ocupação e ano de nascimento.

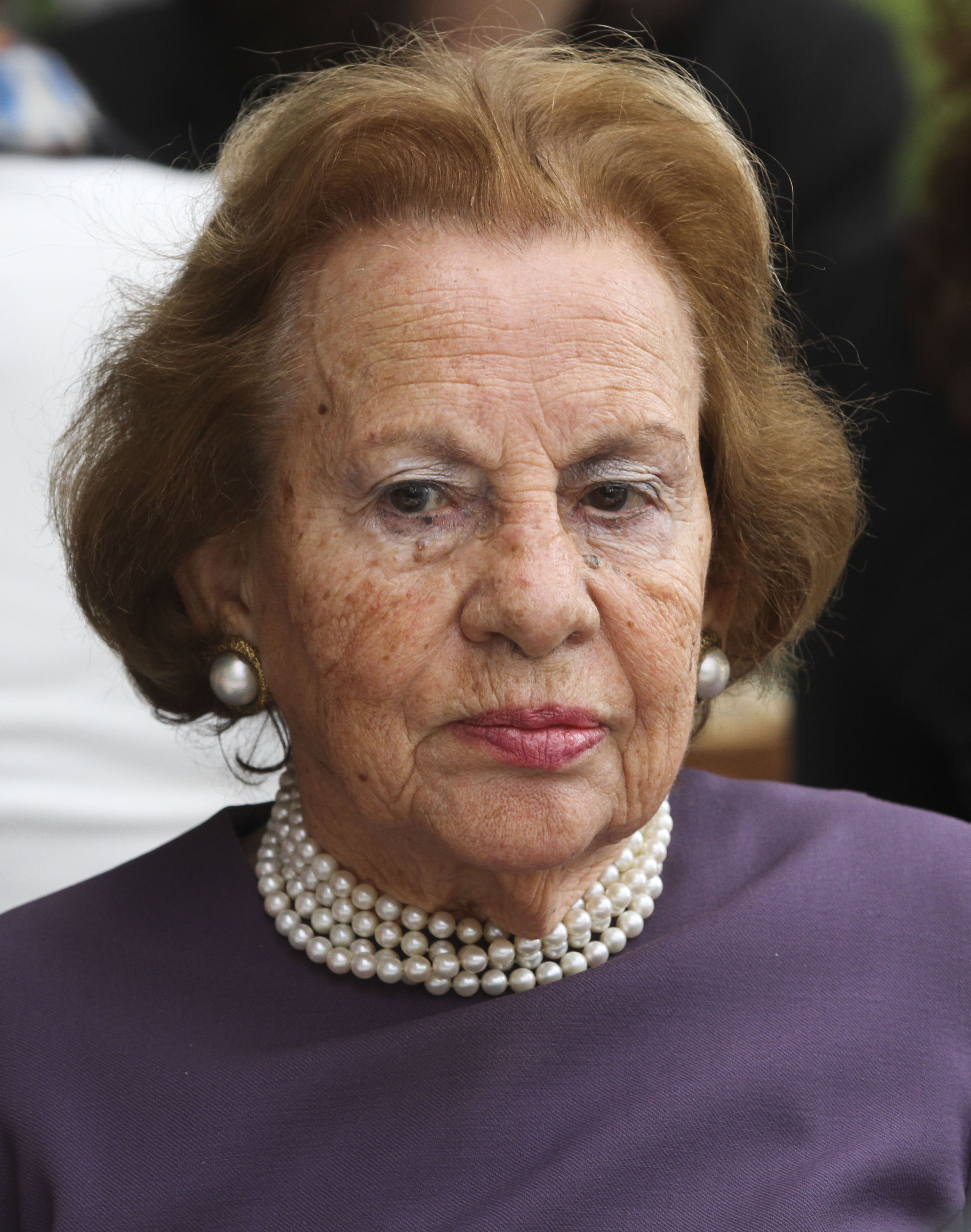
Maria Barroso, atriz, ativista e professora portuguesa

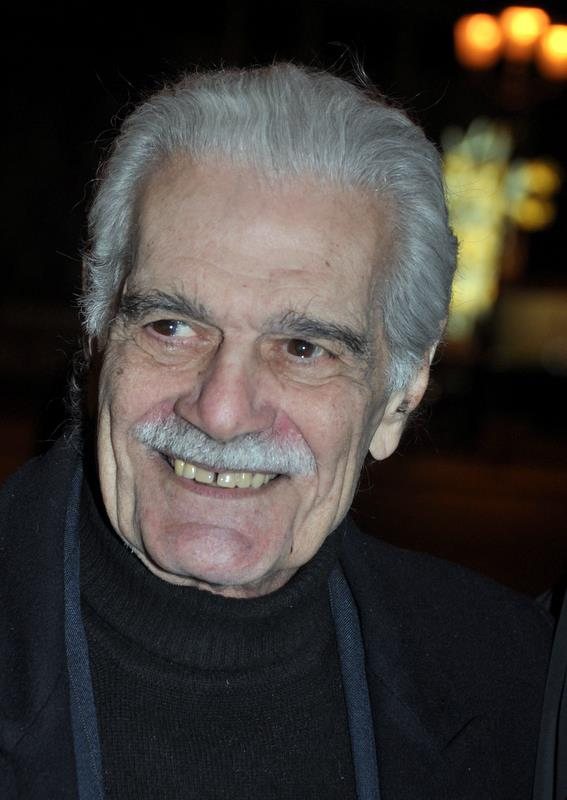
Omar Sharif, ator egípcio

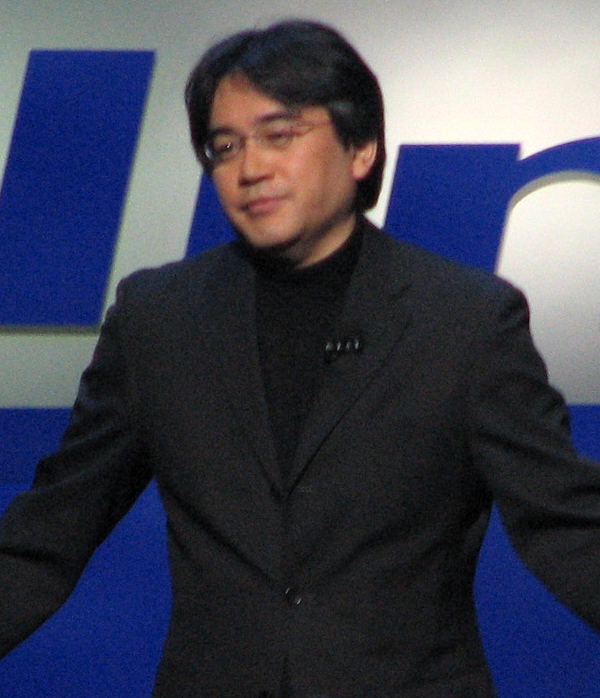
Satoru Iwata, empresário japonês

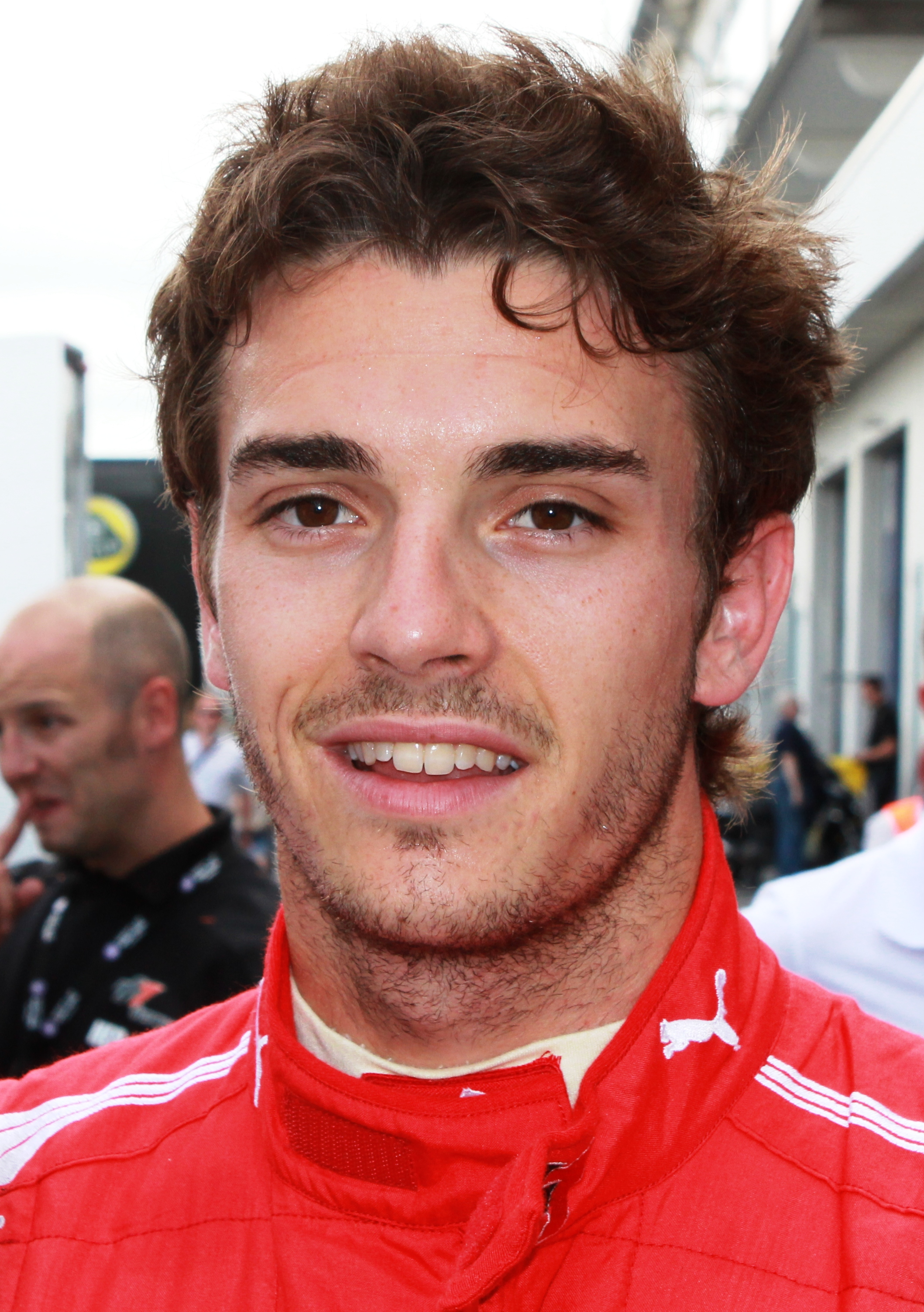
Jules Bianchi, piloto francês

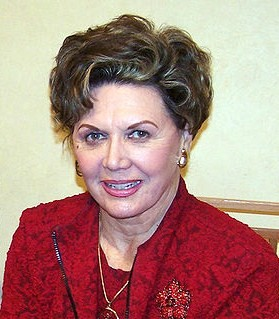
Alena Vrzáňová, patinadora artística tcheca

| Dia | Nome                     | Profissão ou motivo de reconhecimento | País de nascimento            | Ano de nasc. | Ref                  |
| --- | ------------------------ | ------------------------------------- | ----------------------------- | ------------ | -------------------- |
| 1   | Nicholas Winton          | Humanitarista                         | Inglaterra                    | 1909         | [ 1 ]                |
| 1   | Sergio Sollima           | Cineasta e roteirista                 | Itália                        | 1921         | [ 2 ]                |
| 2   | Jacobo Zabludovsky       | Jornalista e advogado                 | México                        | 1928         | [ 3 ]                |
| 2   | Wilma Bentivegna         | Cantora                               | Brasil                        | 1929         | [ 4 ]                |
| 2   | Piotr Korol              | Halterofilista                        | Ucrânia                       | 1941         | [ 5 ]                |
| 2   | Waldo Vieira             | Médico, escritor e médium             | Brasil                        | 1932         | [ 6 ]                |
| 3   | Phil Walsh               | Jogador de futebol australiano        | Austrália                     | 1960         | [ 7 ]                |
| 5   | Amanda Peterson          | Atriz                                 | Estados Unidos                | 1971         | [ 8 ]                |
| 5   | Osmiro Campos            | Dublador                              | Brasil                        | 1933         | [ 9 ]                |
| 5   | Sakari Momoi             | Supercentenário                       | Japão                         | 1903         | [ 10 ]               |
| 5   | Yoichiro Nambu           | Físico                                | Japão/ Estados Unidos         | 1921         | [ 11 ]               |
| 6   | Jerry Weintraub          | Produtor cinematográfico              | Estados Unidos                | 1937         | [ 12 ]               |
| 7   | Maria Barroso            | Atriz, professora e primeira-dama     | Portugal                      | 1925         | [ 13 ]               |
| 7   | Jaime Morey              | Cantor                                | Espanha                       | 1942         | [ 14 ]               |
| 9   | David M. Raup            | Paleontólogo                          | Estados Unidos                | 1933         | [ 15 ]               |
| 10  | Omar Sharif              | Ator                                  | Egito                         | 1932         | [ 16 ]               |
| 10  | Jon Vickers              | Tenor                                 | Canadá                        | 1926         | [ 17 ]               |
| 10  | Hussien Fatal            | Rapper                                | Estados Unidos                | 1977         | [ 18 ]               |
| 10  | Roger Rees               | Ator                                  | País de Gales/ Estados Unidos | 1944         | [ 19 ]               |
| 10  | Peter de Klerk           | Automobilista                         | África do Sul                 | 1935         | [ 20 ]               |
| 11  | Giacomo Biffi            | Cardeal                               | Itália                        | 1928         | [ 21 ] [ 22 ]        |
| 11  | Satoru Iwata             | Presidente da Nintendo                | Japão                         | 1959         | [ 23 ]               |
| 13  | Joan Sebastian           | Cantor e compositor                   | México                        | 1951         | [ 24 ]               |
| 16  | Alcides Ghiggia          | Futebolista                           | Uruguai                       | 1926         | [ 25 ] [ 26 ]        |
| 16  | Jack Goody               | Cientista e antropólogo               | Reino Unido                   | 1919         | [ 27 ]               |
| 17  | Jules Bianchi            | Automobilista                         | França                        | 1989         | [ 28 ] [ 29 ] [ 30 ] |
| 17  | Édson Cegonha            | Futebolista e treinador               | Brasil                        | 1943         | [ 31 ]               |
| 18  | Alex Rocco               | Ator                                  | Estados Unidos                | 1936         | [ 32 ]               |
| 19  | Galina Prozumenshchikova | Nadadora                              | Ucrânia                       | 1948         | [ 33 ]               |
| 19  | Rodrigues Neto           | Futebolista                           | Brasil                        | 1949         | [ 34 ]               |
| 19  | Van Alexander            | Compositor e arranjador musical       | Estados Unidos                | 1915         | [ 35 ]               |
| 20  | Dieter Moebius           | Músico                                | Suíça / Alemanha              | 1944         | [ 36 ]               |
| 21  | Dick Nanninga            | Futebolista                           | Países Baixos                 | 1949         | [ 37 ] [ 38 ]        |
| 21  | Luiz Paulo Conde         | Arquiteto e político                  | Brasil                        | 1934         | [ 39 ]               |
| 21  | Alcides Abreu            | Advogado, escritor e professor        | Brasil                        | 1926         | [ 40 ]               |
| 22  | Natasha Parry            | Atriz                                 | Inglaterra                    | 1930         | [ 41 ]               |
| 23  | William Wakefield Baum   | Cardeal                               | Estados Unidos                | 1926         | [ 42 ]               |
| 23  | José Sazatornil          | Ator                                  | Espanha                       | 1925         | [ 43 ]               |
| 24  | Corsino Fortes           | Político e escritor                   | Cabo Verde                    | 1933         | [ 44 ]               |
| 25  | Robin Phillips           | Ator e diretor de cinema              | Inglaterra                    | 1940         | [ 45 ]               |
| 27  | A. P. J. Abdul Kalam     | Ex-presidente                         | Índia                         | 1931         | [ 46 ]               |
| 27  | Jorge Leite              | Político                              | Brasil                        | 1930         | [ 47 ]               |
| 28  | Edward Natapei           | Político                              | Vanuatu                       | 1954         | [ 48 ]               |
| 29  | Aïda Espinola            | Engenheira química                    | Brasil                        | 1920         | [ 49 ]               |
| 30  | Lynn Anderson            | Cantora                               | Estados Unidos                | 1947         | [ 50 ] [ 51 ]        |
| 30  | Alena Vrzáňová           | Patinadora artística                  | Chéquia                       | 1931         | [ 52 ]               |
| 31  | Roddy Piper              | Lutador profissional                  | Estados Unidos                | 1954         | [ 53 ]               |